# Bir Chouhada
Bir Chouhada (în arabă بئر الشهداء) este o comună din provincia Oum El-Bouaghi, Algeria.
Populația comunei este de 9.182 de locuitori (2008).